# 勒滕霍夫巴赫河
49°08′05″N 10°51′31″E / 49.13468°N 10.85871°E
勒滕霍夫巴赫河是德國的河流，位於該國東南部，由巴伐利亞負責管轄，屬於小布龍巴赫湖的左支流，河道全長2.8公里，流經魏森堡-貢岑豪森縣。